# ترانزیستور نوری
ترانزیستور نوری، همچنین به عنوان کلید نوری یا شیر نور شناخته می‌شود، وسیله ای است که سیگنال‌های نوری را سوئیچ یا تقویت می‌کند. نوری که روی ورودی ترانزیستور نوری درحال رخ دادن است، شدت نور گسیل شده از خروجی ترانزیستور را تغییر می‌دهد در حالی که توان خروجی از منبع نوری اضافی تأمین می‌شود. از آنجا که ممکن است شدت سیگنال ورودی ضعیف تر از منبع باشد، یک ترانزیستور نوری سیگنال نوری را تقویت می‌کند. این قطعه آنالوگ نوری از ترانزیستور الکترونیکی است که اساس ادوات الکترونیکی مدرن را تشکیل می‌دهد. ترانزیستورهای نوری ابزاری برای کنترل نور فقط با استفاده از نور را فراهم می‌کنند و در رایانش نوری و مخابرات فیبرنوری کاربرد دارند. چنین فناوری پتانسیلی بیش از سرعت الکترونیک را دارد، در حالی که از توان بیشتری صرفه جویی می‌کنید.

## کاربردها
از ترانزیستورهای نوری می‌توان برای بهبود عملکرد شبکه‌های مخابراتی فیبرنوری استفاده کرد. اگرچه از کابل‌های فیبرنوری برای انتقال داده استفاده می‌شود، کارهایی مانند مسیریابی سیگنال به صورت الکترونیکی انجام می‌شود. این امر به تبدیل نوری-الکترونیکی-نوری نیاز دارد که گلوگاه‌هایی را تشکیل می‌دهد. در اصل، پردازش سیگنال دیجیتالی و مسیریابی تمام نوری با استفاده از ترانزیستورهای نوری که در مدارهای فوتونیک یکپارچه مرتب شده‌اند، قابل دستیابی است. از همین ادوات می‌توان برای ایجاد انواع جدید تقویت‌کننده‌های نوری برای جبران تضعیف سیگنال در امتداد خطوط انتقال استفاده کرد.

## مقایسه با نوع الکترونیکی
معمول‌ترین دلیل برای منطق نوری این است که زمان کلیدزنی ترانزیستور نوری می‌تواند بسیار سریع‌تر از ترانزیستورهای الکترونیکی معمولی باشد. این به این دلیل است که سرعت نور در یک محیط نوری به‌طور معمول بسیار بیشتر از سرعت رانش الکترون در نیم‌رساناها است.
هنوز جای سؤال دارد که آیا پردازش نوری می‌تواند انرژی مورد نیاز برای سوئیچ کردن یک تک ترانزیستور را کمتر از ترانزیستور الکترونیکی کاهش دهد. برای رقابت واقعی، ترانزیستورها برای هر کار به چند دَه فوتون نیاز دارند. البته واضح است که این امر در ترانزیستورهای تک فوتونی پیشنهادی برای پردازش اطلاعات کوانتومی قابل دستیابی است.
علاوه بر مزایای بالقوه سرعت بالاتر، مصرف کمتر توان و سازگاری زیاد با سیستم‌های ارتباطی نوری، ترانزیستورهای نوری باید قبل از این که بتوانند با الکترونیک رقابت کنند، مجموعه ای از معیارها را برآورده کنند. هنوز هیچ طراحی واحدی تمام این معیارها را درحالی که عملکرد و سرعت بالاتر و مصرف توانِ پیشرفته‌ترین تجهیزات الکترونیکی را داشته باشد، برآورده نکرده‌است.
این معیارها عبارتند از:
- گنجایش خروجی- خروجی ترانزیستور باید به شکل صحیح و از توان کافی برای کارکرد ورودی‌های حداقل دو ترانزیستور باشد. این بدان معنی است که طول موج ورودی و خروجی، اشکال پرتو و اشکال پالس باید سازگار باشد.
- ترمیم سطح منطقی - سیگنال باید توسط هر ترانزیستور تمیز داده شود. نویز و افت کیفیت سیگنال باید حذف شود تا از طریق سیستم منتشر نشوند و به‌وجود آمدن خطاها جمع نشوند.
- سطح منطقی مستقل از تلفات - در ارتباطات نوری، شدت سیگنال در طی مسافت به دلیل جذب نور در کابل فیبر نوری کاهش می‌یابد؛ بنابراین، یک آستانه شدت ساده نمی‌تواند بین سیگنال‌های روشن و خاموش بین اتصالاتی به طول دلخواه تفاوت قائل شود. این سیستم باید صفر و یک را در فرکانس‌های مختلف رمزگذاری کند، استفاده از سیگنال تفاضلی که نسبت یا اختلاف در دو توان مختلف سیگنال منطقی را حمل می‌کند تا از خطا جلوگیری کند.

## پیاده‌سازی‌ها
چندین طرح برای پیاده‌سازی ترانزیستورهای تمام نوری پیشنهاد شده‌است. در بسیاری از موارد، اثبات مفهوم به‌طور تجربی نشان داده شده‌است. از جمله این طرح‌ها می‌توان به موارد زیر اشاره کرد:
- شفافیت ناشی از روش الکترومغناطیسی
  - در یک کاواک نوری یا ریزتشدیدگر، جایی که پراکنش توسط شار ضعیف تری از فوتون‌های گیت کنترل می‌شود[۷][۸]
  - در فضای آزاد، به عنوان مثال، بدون تشدیدگر، با ارسال کردن که به شدت با حالات ریدبرگ برهم‌کنش می‌کند[۹][۱۰]
- سیستمی از اکسیتون‌های غیرمستقیم (متشکل از زوج‌های الکترون و حفره مقید در چاه‌های کوانتومی مضاعف با گشتاور دو قطبی ایستا). اکسیتون‌های غیرمستقیم، که در اثر نور ایجاد می‌شوند و در نتیجه از بین می‌روند، به دلیل چینش دوقطبی بودن، به شدت با هم برهم‌کنش دارند.[۱۱][۱۲]
- سیستمی از پلاریتونهای میکروکاواک (اِکسیتون-پلاریتون‌های درون ریزکاواک نوری) که همانند ترانزیستورهای نوری مبتنی بر اکسیتون، پلاریتون‌ها تعاملات مؤثر بین فوتونها را تسهیل می‌کنند[۱۳]
- کاواک‌های کریستال فوتونی با یک محیط فعال بهره رامان[۱۴]
- کلید کاواکی ویژگی‌های حفره را در حوزه زمان برای کاربردهای اطلاعات کوانتومی را مدوله می‌کند.[۱۵]
- نانوسیم مبتنی بر کاواک‌ها با استفاده از فعل و انفعالات قطبی برای کلیدزنی نوری[۱۶]
- ریزحلقه‌های سیلیسیومی قرار داده شده در مسیر یک سیگنال نوری. فوتون‌های گیت ریزحلقه‌های سیلیسیومی را گرم می‌کنند که باعث تغییر فرکانس تشدید نوری می‌شود و منجر به تغییر شفافیت در یک فرکانس مشخص منبع نوری می‌شود.[۱۷]
- یک کاواک نوری آینه-دوتایی است که حدود ۲۰۰۰۰ اتم سزیم که با استفاده از انبرک نوری به دام افتاده و توسط خنک‌کردن-لیزری تا چند میکروکلوین خنک می‌شود، را نگه می‌دارد. یک تک فوتون گیت می‌تواند یک میدان منبع حاوی حداکثر دو فوتون را قبل از جلوگیری از بازیابی فوتون گیت، بالاتر از آستانه بحرانی برای بهره مثبت، هدایت کند.[۱۸]